# Nevio Ferrari
Nevio Ferrari (Mantova, 5 dicembre 1926 – Mantova, 4 ottobre 2010) è stato un calciatore italiano, di ruolo portiere.

## Carriera
Cresciuto nel Mantova, ha esordito in Serie B con i virgiliani, giocando 23 partite dal 1946 al 1948.
Nel campionato 1948-1949 si è trasferito a Fano per il servizio militare e ha disputato il campionato di promozione con la Alma Juventus Fano 1906.
È poi passato all'Roma per tre stagioni (dal 1949 al 1952), disputando il campionato Riserve.
Prestato all'Unione Sportiva Cremonese, ha disputato il campionato di Serie B 1950-1951, un torneo culminato per i grigiorossi con la retrocessione in Serie C.
È poi ritornato alla Roma.